# Bruno Bauer
Bruno Bauer (Eisenberg, 6 de setembro de 1809 – Rixdorf, 13 de abril de 1882) foi um filósofo, teólogo e historiador alemão. 
Bauer investigou as fontes do Novo Testamento e concluiu que o Cristianismo primitivo foi tributário do estoicismo — mais que do judaísmo. A partir de 1840, Bauer iniciou uma série de trabalhos defendendo a tese de que Jesus foi um mito estabelecido no século II, a partir da fusão de elementos das teologias judaica, grega e romana, dizendo que as verdadeiras forças originárias do cristianismo teriam sido Filo, Sêneca e os gnósticos.

## Biografia
Filho de um pintor de uma fábrica de porcelanas em Eisenberg, Bauer estudou sob a orientação direta de Hegel até à morte deste. Hegel certa vez lhe concedeu um prémio acadêmico por um ensaio filosófico criticando Immanuel Kant.
Estudou na Universidade Friedrich Wilhelm em Berlim, onde se juntou aos chamados hegelianos de direita, sob a liderança de Philip Marheineke. Em 1834 começou a ensinar em Berlim como licenciado em teologia, e em 1839 foi transferido para a Universidade de Bonn.
Em 1838 publicou Kritische Darstellung der Religion des Alten Testaments (2 vols.), em que fica evidente sua filiação ao hegelianismo de direita até à data. Logo sua opinião mudaria, e em dois trabalhos, um sobre o quarto evangelho, Kritik der evangelischen Geschichte des Johannes (1840), e outro sobre os sinóticos, Kritik der evangelischen Geschichte der Synoptiker (1841), e também em seu Herr Hengstenberg, kritische Briefe uber den Gegensatz des Gesetzes und des Evangeliums, Bauer anuncia sua completa rejeição a sua anterior ortodoxia. Ele então se torna associado com os radicais Jovens Hegelianos, ou hegelianos de esquerda. Em 1842 o governo revoga sua licença e Bauer se aposenta para o resto de sua vida em Rixford, perto de Berlim.
Faleceu aos 72 anos. Foi sepultado em Friedhof II der St. Jacobi-Gemeinde, Neukölln, Berlim na Alemanha.

## Influência e relações intelectuais
A maioria conhece Bruno Bauer pela crítica demolidora que Karl Marx lhe dedicou (com a colaboração do companheiro Friedrich Engels), a ele e a seus seguidores mais próximos, num livro inteiro (A Sagrada Família) e num capítulo de outro (A Ideologia Alemã), como um filósofo "espiritualista", "idealista", pouco ligado à realidade histórica concreta, preso aos vícios de pensamento e de linguagem de Hegel, a um modo de pensar em última análise "teológico".
Alguns outros conhecerão Bauer – já velho e perdida a fé na Razão e na Revolução – como correspondente de Friedrich Nietzsche (vide o relato em Ecce Homo), cuja crítica do cristianismo, no Anticristo, deve-lhe com certeza alguma coisa.
Ainda outros, por fim, conhecerão Bauer sem sabê-lo: ali onde o hegelianismo reaparece com seu potencial "teórico-crítico" resgatado (v.g., na Escola de Frankfurt), como "poder do pensamento negativo", de uma razão não amesquinhada pelo "positivismo" (Marcuse), é a senda da crítica baueriana da modernidade burguesa que está sendo retomada, e isso deveria ser reconhecido: Bauer, pai da Teoria Crítica de base hegeliana.

### Antissemitismo
A partir de 1848, os críticos acusaram Bauer de promover um antissemitismo virulento impresso nos círculos reacionários. A opinião de Bauer sobre os judeus e o judaísmo é considerada por alguns como absolutamente negativa.
Em 1843, Bauer escreveu A Questão Judaica, que foi respondida em um panfleto escrito por Karl Marx (de ascendência judaica), intitulado Sobre a Questão Judaica. Segundo Marx, Bauer argumentou que os judeus eram responsáveis por seus próprios infortúnios na sociedade europeia, uma vez que "haviam se instalado nos poros e interstícios da sociedade burguesa".
Jacob Katz contextualiza o antissemitismo de Bauer com seu anticristianismo apaixonado, o último dos quais causou Bauer a perder seu cargo de professor. Embora, segundo Katz, Bauer fosse "igualmente impaciente com o cristianismo e o judaísmo", Bauer frequentemente divergia de uma crítica ou opinião sobre um escritor ou pensador judeu numa consideração geral do "judeu como um tipo", agarrando-se a qualquer coisa negativa. características que ele poderia encontrar.

## Principais obras
- Die evangelische Landeskirche Preußens und die Wissenschaft. 1840.
- Kritik der evangelischen Geschichte des Johannes. Schünemann, Bremen 1840 Online.
- Kritik der evangelischen Geschichte der Synoptiker Leipzig 1841–1842, 3 Volumes.
- Die Posaune des Jüngsten Gerichts über Hegel den Atheisten und Antichristen. Ein Ultimatum Leipzig 1841 – Online.
- Hegels Lehre von der Religion und Kunst von dem Standpuncte des Glaubens beurtheilt. Otto Wigand, Leipzig 1842 Online.
- Die gute Sache der Freiheit und meine eigne Angelegenheit. Verlag des literarischen Comptoirs, Zürich und Winterthur 1842 Online.
- Das entdeckte und das unentdeckte Christenthum in Zürich und ein Traum. Eine Bagatelle. Auszüge aus der in Zürich confiscierten Bauer’schen Schrift enthaltend und dem christlichen Dr. Bluntschli gewidmet vom Antichrist. Druck und Verlag von Jenni, Sohn, Bern 1843.
- Die Judenfrage. Friedrich Otto, Braunschweig 1843 Online.
- Geschichte der Politik, Cultur und Aufklärung des achtzehnten Jahrhunderts. 2 Volumes, Verlag von Egbert Bauer, Charlottenburg 1843–1845.
- Allgemeine Litteraturzeitung, Verlag von Egbert Bauer, Charlottenburg, (Dez. 1843 – Okt. 1844) Streit der Kritik mit den modernen Gegensätzen. Mit Beiträgen von Bruno Bauer, Edgar Bauer, Ernst Jungnitz, Szelige u. a. Enthält: allgemeine Literatur – Zeitung. Monatsschrift. Herausgegeben von Bruno Bauer. Jahrgang 1843/44 Heft 1 – 12 Online.
- Briefwechsel zwischen Bruno Bauer und Edgar Bauer während der Jahre 1839–1842. Egbert Bauer, Charlottenburg 1844 Online.
- Egbert Bauer, Bruno Bauer: Charlottenburger Demokratenjagd. Schreckenscenen in Charlottenburg oder die Abschlachtung der Demokraten am Sonntag den 20. August. Ferdinand Reichardt & Co., Berlim 1849.
- Die bürgerliche Revolution in Deutschland seit dem Anfang der deutsch-katholischen Bewegung bis zur Gegenwart (Berlim 1849) – Online.
- Die Aufklärungen der Nationalzeitung über Bruno Bauer. Egbert Bauer, Charlottenburg 1853[9]
- Der Untergang des Frankfurter Parlaments. Geschichte der deutschen constituirenden Nationalversammlung. Friedrich Gerhard, Berlim 1849 Online.
- Kritik der Evangelien und Geschichte ihres Ursprungs Berlim 1850–1852, 4 Volumes (Online, Volume2, Online, Volume3).
- Kritik der paulinischen Briefe Berlim 1850–1852
- Russland und das Germanenthum. 2 Volumes, Egbert Bauer, Charlottenburg 1853 Volume1 Online Volume2 Online.
- Rußland und England. Egbert Bauer, Charlottenburg 1854 Online.
- Aberdeen. Egbert Bauer, Charlottenburg 1854 Online.
- Das Judenthum in der Fremde. F. Heinicke, Berlim 1863 Online.
- Philo, Strauß, Renan und das Urchristentum. Hempel, Berlim 1874.
- Christus und die Cäsaren. Der Ursprung des Christentums aus dem römischen Griechentum. Grosser, Berlim 1877.
- Das Urevangelium und die Gegner der Schrift „Christus und die Cäsaren“. Grosser, Berlim 1880.
- Einfluß des englischen Quäkertums auf die deutsche Kultur und auf das englisch-russische Projekt einer Weltkirche. Berlim 1878.
- Zur Orientierung über die Bismarcksche Ära. Schmeitzner, Chemnitz 1880.
- Disraelis romantischer und Bismarcks sozialistischer Imperialismus. Schmeitzner, Chemnitz 1882.
- Ernst Barnikol (Hrsg.): Das entdeckte Christentum im Vormärz. Bruno Bauers Kampf gegen Religion und Christentum und Erstausgabe seiner Kampfschrift. Diederichs, Jena 1927.
- Richard Laufner, Karl-Ludwig König: Bruno Bauer, Karl Marx und Trier. Ein unbekannter Brief von Bruno Bauer an Karl Marx und radikale Vormärzliteratur in der Stadtbibliothek Trier (= Schriften aus dem Karl-Marx-Haus. Edição 20). Trier 1978.

Edições recentes:
- Feldzüge der reinen Kritik. Editado e posfácio por Hans-Martin Sass, Suhrkamp, Frankfurt am Main 1968, contém nove artigos de Bruno Bauer de seu período de “Crítica Pura”, bem como comentários e referências bibliográficas.
- Heinz Pepperle, Ingrid Pepperle (Hrsg.): Die Hegelische Linke. Philipp Reclam jun., Leipzig 1985, contém, entre outras coisas Die Posaune des jüngsten Gerichts e seis outras obras de Bauer, bem como suas cartas a Karl Marx e Arnold Ruge.

### Traduções
A maior parte dos escritos de Bauer ainda não foi traduzida para o inglês. Apenas três livros de Bauer foram formalmente traduzidos:
1. The Trumpet of the Last Judgment Against Hegel the Atheist and Antichrist (1841, trad. Lawrence Stepelevich, 1989).
2. Christianity Exposed: A Recollection of the 18th Century and a Contribution to the Crisis of the 19th Century (trad. Esther Ziegler e Jutta Hamm, ed. Paul Trejo, 2002).
3. Christ and the Caesars: The Origin of Christianity from the Mythology of Rome and Greece (1879), de Bruno Bauer, foi traduzido para o inglês pelos estudiosos Helmut Brunar e Byron Marchant (2015, Xlibris Publishing).